# ماریا کانلیس
ماریا لوییس کانلیس (به انگلیسی: Maria Louise Kanellis) یک بازیگر، خواننده، ترانه سرا، مدل و کشتی‌گیر حرفه‌ای آمریکایی است.
مسیر شغلی او در برنامه اوتبک جک در سال ۲۰۰۴ شروع شد؛ در همان سال، در مسابقه جستجوی دیوا مقام پنجم را کسب کرد‌، اما بعداً به عنوان مصاحبه‌کننده توسط دبلیو دبلیو ای استخدام شد. او کشتی را در سال ۲۰۰۵ شروع کرد. هم چنین در آوریل ۲۰۰۸ برای مجله پلی بوی عکس انداخت که این کار اساس ماجرایی در راء شد؛او اولین آلبوم موسیقی خود را در ۱۳ آوریل ۲۰۱۰ میلادی در آی تیونز منتشر کرد.

## کودکی
کانلیس دو خواهر و برادر کوچکتر به نام‌های بیل و جنی دارد. او با عشق به ورزش بزرگ شد؛ مخصوصاً والیبال، بسکتبال و سافت بال. او در سال ۲۰۰۰ از دبیرستان تاونشیپ اتاوا فارغ التحصیل شد. قبل از مسیر شغلیش در کشتی، او به‌طور منظم در مسابقه ملکه زیبایی شرکت می‌کرد.

## کشتی حرفه‌ای

### حضور در WWE

#### جستجوی دیوا و آغاز به کار (۲۰۰۴–۲۰۰۵)

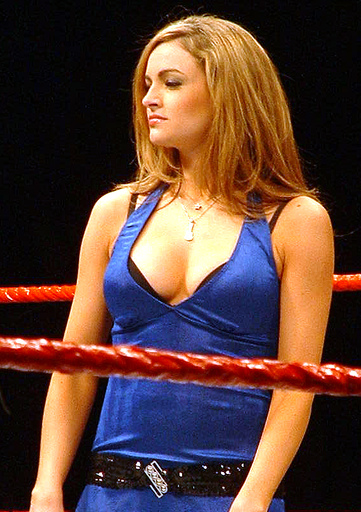
ماریا کانلیس در رینگ در سال ۲۰۰۶

او در سال ۲۰۰۴ در جستجوی دیوای راء شرکت کرد. اگرچه در مسابقه مقام پنجم را کسب کرد اما کمپانی او را استخدام کرد. ماریا در ساختمان آموزشی او وی دبلیو تحت تعلیم پاول هیمن حضور پیدا کرد. کارهای او در او وی دبلیو، باعث شد تا وارد بخش اصلی راء شود. او به عنوان یک مصاحبه‌کننده نادان و مجری برنامه دبلیو دبلیو ای کیس کم در نوامبر ۲۰۰۴ وارد راء شد. او مجبور شده بود موهای قهوه ایش را بلوند کند. او سریعاً شهرتی به عنوان گزارشگر بی‌توجه بدست آورد -ماریا سوال‌های اشتباه می‌پرسید و دیواها و سوپراستارها را به خشم می‌آورد.
در سال ۲۰۰۵ ماریا به تقویت فیزیک خود پرداخت -درون و خارج رینگ. او در ۱۰ ژانویه در اولین مسابقه رسمی خود در برابر کریستی همی در رقابت متکا شکست خورد. هم چنین در بتل رویالی برای قهرمانی زنان شرکت کرد ولی به عنوان اولین نفر توسط تریش استراتوس و میکی جیمز حذف شد. در موقعیتی دیگر، استراتوس چنان به ماریا سیلی زد که واقعاً یکی از دندان‌های پرشده اش بیرون افتاد. در ۱۴ نوامبر ماریا در بتل رویالی دیگر برای تکریم ادی گررو شرکت کرد. او بیشتر مسابقه را تنها ایستاده بود و فقط وقتی مشارکت کرد که فرصتی برای حذف یکی از رقیبان بدست آورد. با این راهکار توانست جیلیان هال و ویکتوریا را حذف کند. او جزء سه زن آخر بود ولی توسط ملینا و تریش استراتوس حذف شد.
در ۲۸ نوامبر ماریا با جنرال منیجر راء، اریک بیشاف مصاحبه کرد. بعد از این بیشاف، ماریا را در برابر کرت انگل قرار داد و ماریا باخت. در نتیجه یک هفته بعد، با شهادت ماریا، بیشاف اخراج شد. وقتی میک فولی از او سؤال کرد، ماریا جواب داد: «هفته پیش بیشاف از قدرت خود در راهی بدخواهانه و هوسبازانه سوءاستفاده کرد و آن، بی پروایی در استقلال است که سرانجام باعث سرکشی و اهانت شد و این باید دلیل اخراج آنی او باشد.»

#### دشمنی‌های مختلف، رابطه با سنتینو مارلا (۲۰۰۶–۲۰۰۸)

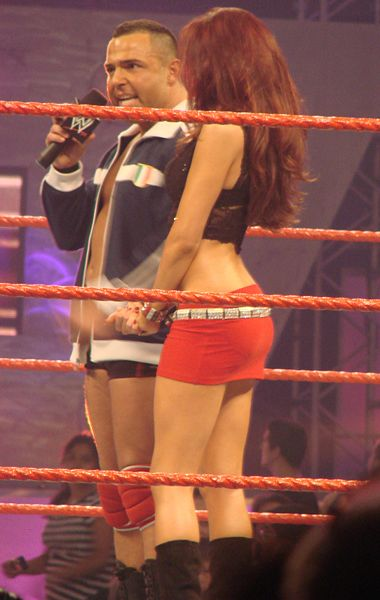
سنتینو مارلا و ماریا به عنوان زوج نمایشی در سال‌های ۲۰۰۷ و ۲۰۰۸

در اوایل ۲۰۰۶، ماریا توانست ویکتوریا را شکست دهد. بعداً شیاطین وینس (ویکتوریا، توری ویلسون و کندیس میشل) به او حمله کردند. اما اشلی ماسارو به کمک او آمد؛ آن شب در بین تبلیغات تلویزیونی، وینس مک من اعلام کرد که مسابقه شورت و سوتین بین این ۵ دختر برگزار خواهد شد. در این مسابقه ماریا به عنوان اولین نفر وارد شد و کندیس میشل و توری ویلسون را حذف کرد ولی نهایتاً توسط ویکتوریا حذف شد. برنده این مسابقه ماسارو بود. در ۱۰ آوریل، ماریا فرصتی برای کسب قهرمانی زنان بدست آورد، اما از میکی جیمز شکست خورد.
در ۶ فوریه در راء ماریا با جان سینا در برابر اج و لیتا قرار گرفت. پیش از مسابقه ماریا از بابت مسابقه نگران بود و جان سینا به مدت طولانی ماریا را بوسید. وقتی اج اشتباهی روی لیتا اسپیر رفت، تیم ماریا برنده شد. یک ماه بعد، ماریا از لیتا شکست خورد. بعد از این مسابقه، اج آماده شد تا روی ماریا حرکت اسپیر را انجام دهد اما میک فولی به کمک او آمد. در ۱۶ اکتبر، ماریا مسابقه ۴ نفره شورت و سوتین را در برابر ویکتوریا، کندی میشل و توری ویلسون برد و فرصتی دیگر برای قهرمانی زنان بدست آورد. اما در فینال از لیتا شکست خورد.
در ۱ ژانویه ۲۰۰۷ ماریا قصد مصاحبه با کوین فدرلاین را داشت اما ملینا به او سیلی زد و او را هرزه خطاب کرد. این کار باعث ایجاد مسابقه‌ای بین این دو شد که ماریا برنده شد. در مسابقه قهرمانی زنان بین ویکتوریا و میکی جیمز، کندیس میشل و ماریا وارد شدند تا از دخالت لینا جلوگیری کنند و با این کار به دوستشان، میکی جیمز، کمک کردند تا عنوانش را حفظ کند. برای دو هفته پی در پی، ماریا دو هم تیمی داشت -میکی جیمز و جف هاردی و مدام مقابل ملینا و هم تیمی او قرار می‌گرفت. او همراه با جیمز باخت ولی با هاردی برنده شد.

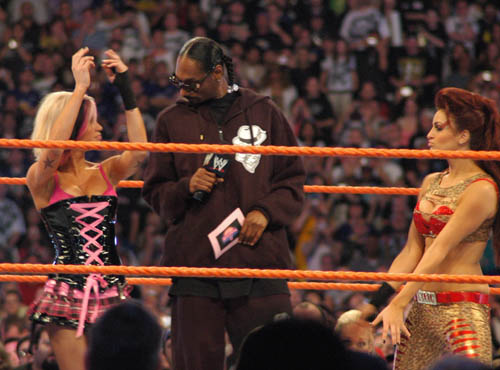
ماریا با ماسارو و اسنوپ داگ در رسلمینیای ۲۴

ماریا در ژوئن ۲۰۰۷ رابطه عاشقانه نمایشی با سنتینو مارلا آغاز کرد. هم چنین به رقابت‌های گاه گاه معمولاً با باخت‌های سریع را ادامه داد. در ۵ نوامبر در راء استون کلد استیو آستین برگشت و با مارلا روبرو شد. مارلا شروع به انتقاد از فیلم اخیر آستین کرد. به عنوان بخشی از داستان، استون کلد روی مارلا فینیشر انجام داد و سپس به پشت صحنه رفت تا آبجو بیاورد و آن‌ها را روی مارلا و ماریا ریخت.
وقتی در اوایل ۲۰۰۸ اشلی ماسارو برگشت، در پشت صحنه به ماریا پیشنهاد کرد تا عکسش روی مجله پلی بوی قرار گیرد و با اینکار به مارلا اهانت کند. در ادامه ماریا در ۱۸ فوریه بث فینیکس را شکست داد و «حق" قرار گرفتن روی جلد مجله را کسب کرد. در طول عکاسی، مارلا مزاحم شد و عکس‌های ماریا را خراب کرد. سپس به ماریا اولتیماتوم داد که بین عکس انداختن برای پلی بوی و با او ماندن یکی را انتخاب کند. ماریا بیان کرد: "هیچ مرد و هیچ شخصی این تصمیم را برای من نخواهد گرفت.» و سپس با دوست پسر نمایشیش به هم زد. ماریا همراه با ماسارو (که جایگزین کندیس میشل شده بود) توسط فینیکس و ملینا شکست خوردند. بعد از مسابقه ماریا با شهوت اسنوپ داگ را بوسید.

#### به دنبال قهرمانی (۲۰۰۸–۲۰۱۰)

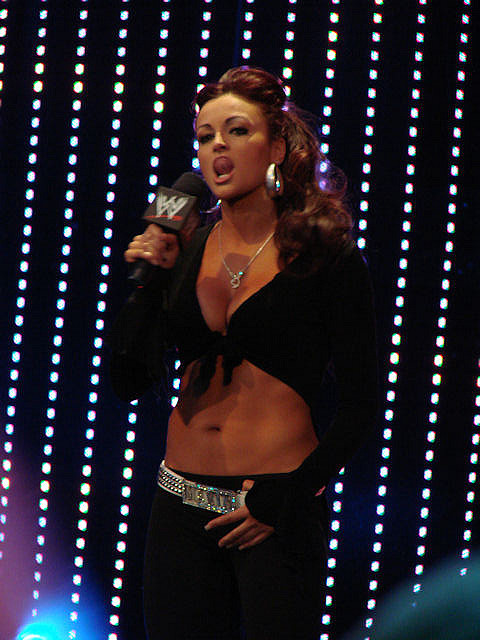
ماریا در سال ۲۰۰۸

در سال ۲۰۰۸ ماریا به اسمکدان منتقل شد. او اولین بار در ۱ اوت در اسمکدان ظاهر شد و ویکتوریا را شکست داد. در ۱۷ اکتبر، ماریا برنده مسابقه «تاس لاس وگاس در قطب" شد و فرصتی برای قهرمانی دیواز کسب کرد. اما از قهرمان یعنی میشل مک کول شکست خورد. در مسابقه دیواهای راء در برابر دیواهای اسمکدان توانست جیلیان هال را حذف کند اما در آخر تیمش باخت. در ۱۹ دسامبر از میشل مک کول برد ولی در نهایت ماریس او را شکست داد و فرصت قهرمانی را از دست داد. در ۲۶ دسامبر در مسابقه قهرمانی بین ماریس و میشل مک کول، داور ویژه شد که در این مسابقه ماریس برنده شد و قهرمان جدید شد. پس از مسابقه، میشل به ماریا حمله کرد و به شانه او آسیب زد. در ۲۱ ژانویه ۲۰۰۹ ماریا برگشت و به میشل حمله کرد. در ۱۰ فوریه، او توانست مک کول را با دخالت ایو تورس شکست دهد. هم چنین در رسلمینیای ۲۵ برای کسب "تاج خانم رسلمینیا» تلاش کرد ولی توسط ویکتوریا حذف شد.
او در ۳ ژوئیه به اسمکدان برگشت و همراه با ملینا توانست لیلا و مک کول را شکست دهد. کمی بعد رابطه‌ای نمایشی را با دولف زیگلر آغاز کرد. در «شب قهرمانان» ماریا، زیگلر را در مسابقه با ری میستریو همراهی کرد. هفته‌های بعد، ملینا اشاره کرد که زیگلر به ماریا خیانت می‌کند. اما ماریا باور نکرد. بعداً در ۱۰ اکتبر در پشت صحنه، ماریا و زیگلر به هم زدند؛ زیرا ماریا باعث باخت زیگلر شده بود.
ماریا برای مدتی کوتاه از رینگ دور شد تا در فیلم «کارآموزی هنرمندان" شرکت کند؛ ولی در ۴ دسامبر به اسمکدان برگشت و به میکی جیمز در برابر میشل مک کول و لیلا کمک کرد. هفته بعد کار در رینگ را شروع کرد و با جیمز توانست مک کول و لیلا را شکست دهد. در ۱۴ دسامبر ماریا برنده اسلمی اوارد برای عنوان "دیوای سال» شد. در ۱۲ فوریه ۲۰۱۰، ماریا رابطه‌ای نمایشی با مت هاردی آغاز کرد. آخرین مسابقه او در دبلیو دبلیو ای در ۲۵ فوریه بود که همراه با هاردی و گریت کالی به گروه هارت داینستی و ناتالیا باخت. در ۲۶ فوریه قرارداد او با دبلیو دبلیو ای به پایان رسید.

### رینگ افتخار (۲۰۱۱-اکنون)

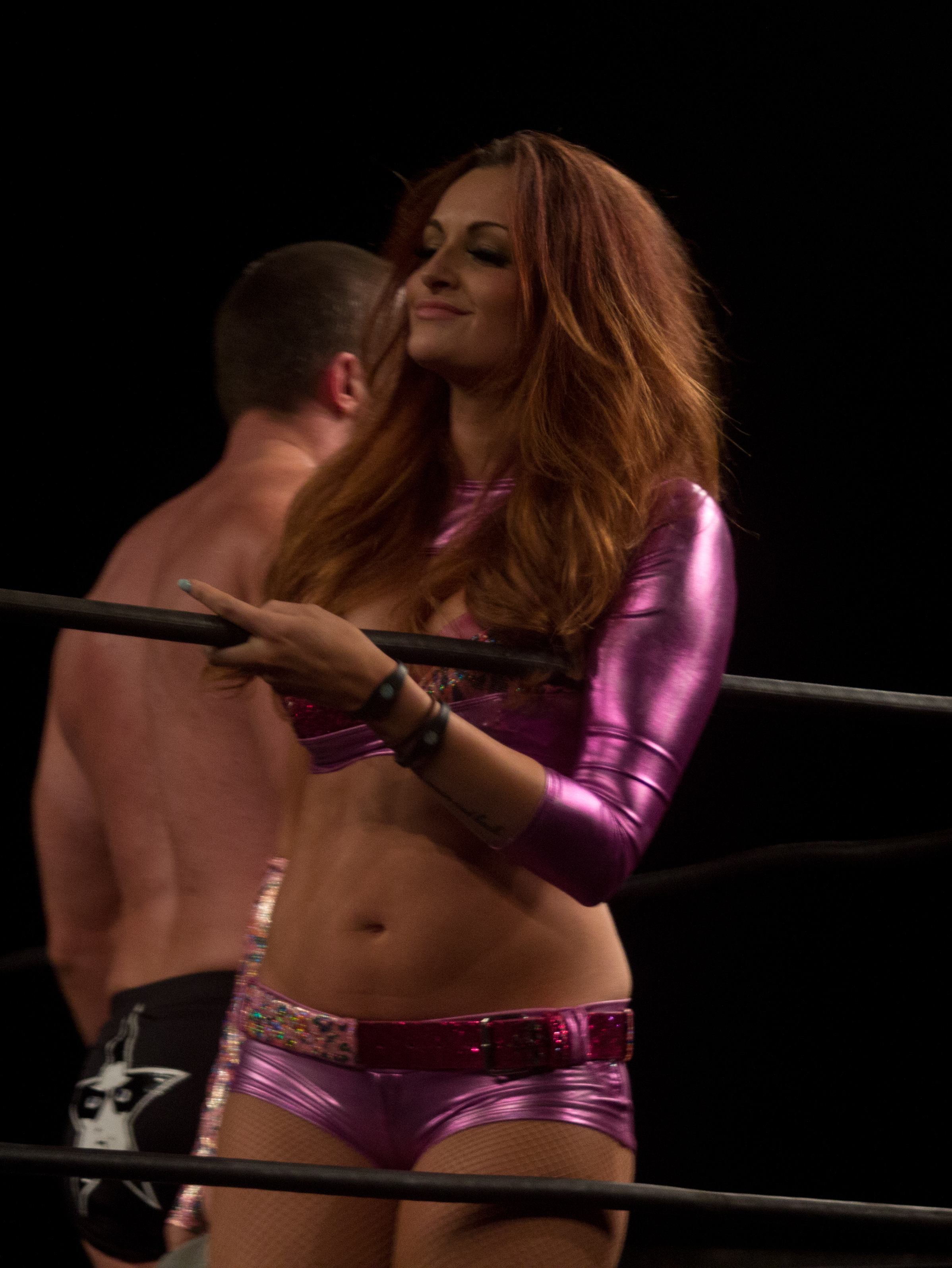
ماریا در «رینگ افتخار» در سال ۲۰۱۳

ماریا در توییتر خود اعلام کرد که در ۲۳ دسامبر ۲۰۱۱ وارد رینگ افتخار خواهد شد. او دوست پسر واقعی خود، مایک بنت، را در مسابقه در برابر جی لثال و ال جنریکو همراهی کرد. او تا ۷ ژانویه ۲۰۱۲ به همراهی بنت ادامه داد و لقب «اولین بانوی رینگ افتخار» را کسب کرد.
در ۲۱ ژوئن، کانلیس همراه بنت و باب بود ولی آن‌ها به ادی ادواردز و آدام کول باختند. بعد از مسابقه، بنت، باب و کانلیس به کول و ادواردز حمله کردند. اما سارا دل ری آن‌ها را متوقف کرد. در ۱۱ اوت ماریا و بنت به دل ری و ادواردز باختند. ماجرای کانلیس و دل ری ناگهان در ماه بعد تمام شد؛ زیرا دل ری با دبلیو دبلیو ای قرارداد امضا کرد. در سپتامبر ۲۰۱۲ کانلیس و بنت وارد ماجرایی با مایک موندو شدند؛ زیرا موندو در طول یکی از مسابقات بنت، ماریا را بوسید. موندو باعث باخت‌هایی برای بنت شد تا اینکه بنت با شکست موندو این دشمنی را تمام کرد؛ در ۳ نوامبر ماریا، بنت را همراهی کرد ولی بنت از کوین استین شکست خورد. در ۱۶ دسامبر کانلیس و باب، بنت را همراهی کردند و او توانست جری لین را شکست دهد. در ۴ می ۲۰۱۳، بنت با همراهی کانلیس توانست بروتال بگرز را شکست دهد. در ۲۶ اکتبر، ماریا سعی کرد در مسابقه بنت و کوین استین دخالت کند ولی لیزا ماری وارون به او حمله کرد.
کانلیس و بنت در ۴ ژانویه ۲۰۱۴ به رینگ افتخار برگشتند و بنت با کمک ماریا به سدریک الکساندر حمله کرد.

### سایر مقام‌ها (۲۰۱۲-اکنون)
در ۲۵ فوریه ۲۰۱۲ ماریا برنده مسابقه افتتاحیه قهرمانی زنان اف دبلیو ای شد. این پیروزی اولین قهرمانی کشتی حرفه‌ای او بود. او این عنوان را تا مارس ۲۰۱۴ حفظ کرد تا اینکه نهایتاً به وینتر باخت. در ژوئیه، کانلیس دوباره انی عنوان را از وینتر پس گرفت. او با موفقیت از عنوان خود در برابر آنجلینا لاو دفاع کرد.
در سپتامبر ۲۰۱۲ کانلیس کار در چیکارا را شروع کرد. او مدیریت مایک بنت و یانک باکس را در فینال مسابقات پادشاه سه‌گانه ۲۰۱۲ به عهده داشت.

## فیلم شناسی
| سال  | عنوان              | نقش      | توضیحات         | منبع |
| ---- | ------------------ | -------- | --------------- | ---- |
| ۲۰۱۲ | Mother Hen         | Kelly    |                 |      |
| ۲۰۱۳ | Army of the Damned | Terry    |                 |      |
| ۲۰۱۴ | A Bet's a Bet      | Hot Mess | Post production |      |
| ۲۰۱۴ | جنس مخالف          |          |                 |      |

| سال  | عنوان                                    | نقش         | توضیحات | منبع |
| ---- | ---------------------------------------- | ----------- | ------- | ---- |
| ۲۰۰۴ | Outback Jack                             | در نقش خودش |         |      |
| ۲۰۰۷ | Family Feud                              | در نقش خودش |         |      |
| ۲۰۰۸ | پروژه مد                                 | در نقش خودش |         |      |
| ۲۰۰۸ | Sunset Tan                               | در نقش خودش |         |      |
| ۲۰۰۹ | اتک آو د شو!                             | در نقش خودش |         |      |
| ۲۰۱۰ | Celebrity Apprentice                     | در نقش خودش |         |      |
| ۲۰۱۰ | Cubed                                    | در نقش خودش |         |      |
| ۲۰۱۰ | Magic's Biggest Secrets Finally Revealed | در نقش خودش |         |      |
| ۲۰۱۱ | Swallow: The Series                      | Vicki       |         |      |

## زندگی شخصی
در بین سال‌های ۲۰۰۵ تا ۲۰۰۷، کانلیس با سی ام پانک قرار می‌گذاشت. در دسامبر ۲۰۱۱ در مصاحبه‌ای، کانلیس بیان کرد که با مایک بنت قرار می‌گذاشته است. کمی بعد این دو نامزد شدند.
در سال ۲۰۱۳، کانلیس شروع به تحصیل در مقطع کاردانی هنر در دانشگاه کرد.